# Dhanyakuria
Dhanyakuria è una suddivisione dell'India, classificata come census town, di 4.168 abitanti, situata nel distretto dei 24 Pargana Nord, nello stato federato del Bengala Occidentale. In base al numero di abitanti la città rientra nella classe VI (meno di 5.000 persone).

## Geografia fisica
La città è situata a 22° 41' 43 N e 88° 45' 52 E.

## Società

### Evoluzione demografica
Al censimento del 2001 la popolazione di Dhanyakuria assommava a 4.168 persone, delle quali 2.143 maschi e 2.025 femmine. I bambini di età inferiore o uguale ai sei anni assommavano a 414, dei quali 227 maschi e 187 femmine. Infine, coloro che erano in grado di saper almeno leggere e scrivere erano 3.129, dei quali 1.745 maschi e 1.384 femmine.